# 刘华娜
刘华娜（1981年5月17日—），生于山东，中国足球运动员，中国国家女子足球队成员，司职後衛。2003年12月，被选入中華人民共和國国家队，在雅典奥运会预选赛上帮助球队取得了冠军的成绩。。

## 外部連結
- profile （页面存档备份，存于）